# Beto Betuk
Beto Betuk (ur. 4 sierpnia 1981 w Tomar) – portugalski perkusista i kompozytor, który rozpoczął działalność muzyczną w 1996 roku, zainspirowany przez innego portugalskiego perkusistę, znajomego Rui Júniora. 
W 1998 roku wyjechał do Londynu, ucząc się rozwijając umiejętności gry na perkusji. W tym samym roku został zaproszony przez Fausto Matiasa (portugalskiego choreografa) do wzięcia udziału w projekcie the Reaction, gdzie miał możliwość poznać znanego piosenkarza, kompozytora i producenta z Nowego Jorku - Philipa Hamiltona. Z nim też do tej pory współpracuje muzycznie. 
Beto Betuk jest artystą z kręgu muzyki popularnej, jazzu, dance i world music. Współpracował i nagrywał z wieloma portugalskimi i międzynarodowymi artystami (w tym z Anną Marią Jopek). 
W 2005 roku wydał swój pierwszy solowy album, zatytułowany Encontros (spotkania), gdzie spotykamy takich artystów jak: Ivan Lins, Paulo de Carvalho, Fernando Girão i Philip Hamilton. Uczestniczył także w światowym tournée Dulce Pontes zatytułowanym od jej płyty O Coração tem 3 Portas.  Betuk dodatkowo zrealizował drugi solowy album, pt. Memórias da Terra Quente, gdzie po raz kolejny gości artystów, takich jak: Philip Hamilton, Paulo de Carvalho, Uxía Senlle, Giovanna Moretti i Sara Tavares.